# Louis Prével
Louis Xavier François Prével (Nizza, 29 gennaio 1879 – Nizza, 26 novembre 1964) è stato un canottiere francese.

## Carriera
Partecipò all'Olimpiade 1900 di Parigi nella gara di singolo dove arrivò quinto.
Faceva parte del CNN, squadra di canottaggio di Nizza.